# Nervus trigeminus

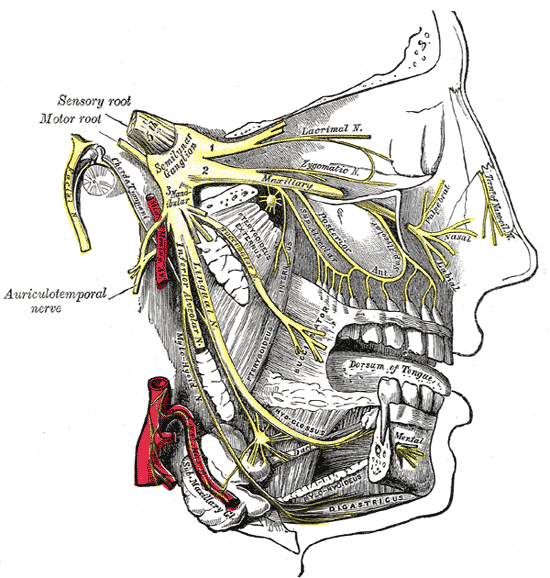
Anatomische Darstellung des Ganglion trigeminale (Ganglion semilunare) und der drei Äste des Nervus trigeminus:
V1 = Nervus ophthalmicus,
V2 = Nervus maxillaris,
V3 = Nervus mandibularis.

Der Nervus trigeminus (von lateinisch trigeminus ‚Drilling‘: tri drei, geminus Zwilling), kurz Trigeminus (Betonung auf der zweiten Silbe), auch fünfter Hirnnerv (V), N. V genannt, führt sensible (→ trigeminale Wahrnehmung) und motorische Fasern, mit denen er Gesicht, Nasenhöhle, Mundhöhle und Kaumuskeln versorgt. Seinen Namen verdankt der bei Wirbeltieren zu findende paarige Nerv seiner Aufteilung in drei Hauptäste:
- V1: Augenast (Nervus ophthalmicus)
- V2: Oberkieferast (Nervus maxillaris)
- V3: Unterkieferast (Nervus mandibularis).

Entwicklungsgeschichtlich ist der Nervus mandibularis der Nerv des ersten Kiemenbogens.

## Anatomie

### Nervenkerne im Gehirn
Dem Nervus trigeminus werden vier Kerne (Nuclei) zugeordnet, drei sensible und ein motorischer, die zu den Hirnnervenkernen zählen:
- Nucleus mesencephalicus nervi trigemini,
- Nucleus pontinus nervi trigemini (Nucleus principalis nervi trigemini) und
- Nucleus spinalis nervi trigemini liegen säulenartig untereinander im Hirnstamm.
- Der Nucleus motorius nervi trigemini befindet sich im oberen Rhombencephalon.

Im Nucleus mesencephalicus nervi trigemini des Mittelhirns (Mesencephalon) liegen Nervenzellen, die propriozeptive Signale leiten. Er ist jedoch kein Terminationskern, sondern lediglich eine zentral gelegene Ansammlung primär-afferenter pseudounipolarer Neuronen (unbewusste Tiefensensibilität: Spannung der Muskeln, Dehnung der Bänder und der Kapsel des Kiefergelenkes, Dehnung des Zahnhalteapparates). Die übrigen primär-afferenten Neuronen von sensiblen Fasern des Trigeminus liegen im peripheren Ganglion trigeminale (Ganglion semilunare [Gasseri]). Über den Nucleus mesencephalicus laufen daneben auch Afferenzen aus Nervus oculomotorius, Nervus trochlearis, Nervus abducens (für die Propriozeption der Augenbewegungen), Nervus facialis (für die Propriozeption der Gesichtsmuskulatur) und Nervus hypoglossus (für die Propriozeption der Zungenmuskulatur). Diese propriozeptiven Signale werden unverschaltet weitergeleitet an den Nucleus spinalis nervi trigemini und den Nucleus supratrigeminalis.
Der Nucleus pontinus nervi trigemini (auch: Nucleus principalis nervi trigemini) ist ein Terminationskern, in dem primäre Afferenzen für epikritische Sensibilität (Druck, Berührung, Vibration, Zwei-Punkt-Diskrimination) enden und auf sekundär-afferente Neuronen umgeschaltet werden. Der Nucleus principalis nervi trigemini projiziert über den Lemniscus trigeminalis und den Tractus trigeminothalamicus dorsalis zum Nucleus ventralis posteromedialis im Thalamus.
Der Nucleus spinalis nervi trigemini ist ein kaudal anschließender Terminationskern, dem Signale protopathischer Sensibilität (grober Druck, Schmerz, Temperatur, Jucken, Trigeminusriechen) zugeleitet werden.
Diese sensiblen Hirnnervenkerne werden nicht nur von Fasern des Nervus trigeminus erreicht, sondern erhalten auch Zuflüsse anderer Hirnnerven, vor allem Nervus facialis, Nervus glossopharyngeus und Nervus vagus.
Der Nucleus motorius nervi trigemini ist ein Ursprungskern und entsendet motorische Fasern zu Muskeln (Kaumuskulatur, vorderer Bauch des Musculus digastricus und Musculus mylohyoideus vom Mundboden, Musculus tensor veli palatini, Musculus tensor tympani).

### Nervenwurzeln
Der Nerv tritt am Pons an die Gehirnoberfläche. Bereits dort kann man zwei Wurzeln, die Radix sensoria und die Radix motoria differenzieren. Die sensiblen Fasern aus der Radix sensoria werden nach dem Ganglion trigeminale als Portio major nervi trigemini bezeichnet. Die motorischen Fasern aus der Radix motoria passieren das Ganglion trigeminale und schmiegen sich dem Nervus mandibularis an. Sie bilden die Portio minor nervi trigemini.
Die Portio major (Radix sensoria) enthält epikritische, protopathische sowie einige propriozeptive Fasern und ist damit also rein sensibel. Sie ist mit einem pseudounipolaren Ganglion, dem Ganglion trigeminale assoziiert. Dieses entspricht weitgehend den Ganglien der Spinalnerven, abgesehen davon, dass sich darin keine Nervenzellkörper von propriozeptiven Neuronen befinden. Diese liegen entwicklungsgeschichtlich bedingt im Hirnstamm und bilden den Nucleus mesencephalicus nervi trigemini.
Die Portio minor (Radix motoria) enthält motorische und propriozeptive Fasern. Sie ist damit gemischt. Von den propriozeptiven Fasern enthält sie vermutlich nur jene, die Informationen aus den von ihr versorgten Muskeln oder Sehnen leiten. Diese Fasern entstammen jedoch auch der Radix sensoria und können somit auch der Portio major zugezählt werden.
Die propriozeptiven Fasern weisen eine Besonderheit auf: Unabhängig davon, ob sie in Portio major oder Portio minor laufen, haben sie ihren Zellkörper nicht im Ganglion trigeminale, sondern direkt im Nucleus mesencephalicus nervi trigemini. Dieser entspricht in seiner Morphologie dann dem pseudounipolaren Ganglion. Er stellt damit eine Ausnahme dar, da alle anderen Hirnnervenkerne beziehungsweise Kerngebiete im Gehirn eine multipolare Struktur haben.
Die Portio major teilt sich in die drei großen Nerven auf: Nervus ophthalmicus (Augenast), Nervus maxillaris (Oberkieferast) und Nervus mandibularis (Unterkieferast). An den Nervus mandibularis legt sich zusätzlich die gesamte Portio minor an. Alle Nerven verlassen nun den Schädel. Der Nervus mandibularis zieht dabei durch das Foramen ovale. Der Nervus ophthalmicus und der Nervus maxillaris verlaufen zunächst zusammen mit dem Nervus oculomotorius, dem Nervus trochlearis, dem Nervus abducens und der Arteria carotis interna durch den Sinus cavernosus. Danach verlässt der Nervus ophthalmicus die mittlere Schädelgrube (Fossa cranii media) durch die Fissura orbitalis superior in Richtung Augenhöhle (Orbita). Der Nervus maxillaris zieht durch das Foramen rotundum.

## Erkrankungen

### Untersuchung
Zur ärztlichen Statuserhebung gehört das palpatorische Prüfen der Druckpunkte des Nervus trigeminus. Die links und rechts jeweils drei Trigeminusdruckpunkte sind im Gesicht jederseits über und unter der Augenhöhle sowie am Kinn zu finden. An diesen Stellen treten periphere Äste der drei großen Hauptäste Nervus ophthalmicus, Nervus maxillaris und Nervus mandibularis aus dem Knochen: über dem Auge der Nervus supraorbitalis aus der Incisura supraorbitalis bzw. dem Foramen supraorbitale; unter dem Auge der Nervus infraorbitalis aus dem Foramen infraorbitale; am Kinn der Nervus mentalis aus dem Foramen mentale. Normalerweise sind diese Druckpunkte nicht schmerzhaft.
Als Ursache für einen Trigeminusdruckschmerz kommen Hirndruck (ICP), Hirnhautentzündung (Meningitis), Nasennebenhöhlenentzündung (Sinusitis) und eine Trigeminusneuralgie (siehe unten) in Frage.

### Läsionen

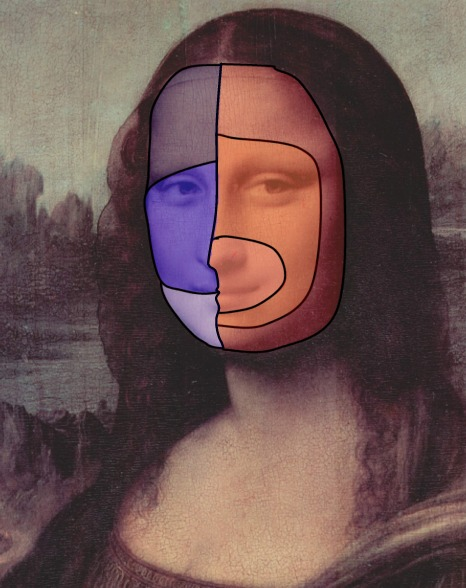
Sensible Ausfallerscheinungen bei Trigeminusläsion, rechts im Bild zentrale Läsion (rot) entlang der Sölder-Linien, links periphere Läsion (blau), entsprechend V_{1}, V_{2} und V_{3}

Bei der Verletzung des Nervus trigeminus unterscheidet man einen zentralen und peripheren Sensibilitätsausfall.
Wird der Nerv in seinem für das Schmerz- und Temperaturempfinden zuständigen Ursprungskern – dem Nucleus spinalis nervi trigemini – geschädigt (also zentral), so kommt es je nach Lokalisation der Läsion in diesem Kerngebiet zu kreisförmigen Sensibilitätsausfällen vom Bereich um den Mund herum ausgehend (sogenannte Sölder-Linien).
Eine periphere Läsion schädigt meistens einen Ast des Nervus trigeminus nach seinem Abgang aus dem Ganglion trigeminale und führt zu sensiblen Ausfällen in den jeweiligen Gesichtsbereichen, die sich aber von den Sensibilitätsbereichen der Kerne unterscheiden. Ist der Nervus mandibularis betroffen, so ist außerdem die Portio minor – die motorischen Fasern – unterbrochen und das Kauen nicht mehr möglich. Schluckbeschwerden können durch die Schädigung der Äste für Musculus mylohyoideus und Musculus digastricus (Venter anterior) auftreten. Durch eine Läsion des Nervs ist außerdem der Kornealreflex nicht auslösbar. Auch können Varizellenviren in die Äste des Nervus ophthalmicus eindringen und einen Zoster ophthalmicus (Gesichtsrose) hervorrufen.

### Trigeminusneuralgie
Bei der Trigeminusneuralgie, etwa bei Entzündungen (Trigeminusneuritis), können heftigste Schmerzen im Trigeminusgebiet auftreten. Diese werden mitunter als stärkste bekannte Schmerzen beschrieben. Eine Behandlung ist jedoch möglich.

### Trigeminusneurinom
Das Trigeminusneurinom ist ein Nervenscheidentumor des Trigeminus. Man unterscheidet drei Unterformen je nach Lokalisation in Bezug auf den Porus trigeminus (anatomisch vollständig infratentorieller Verlauf des Nerven von der hinteren Schädelgrube in die mittlere durch den Porus; nomenklatorisch jedoch Übergang von intra- nach supratentoriell).